# The Listening
The Listening es el álbum debut de la cantante LIGHTS publicado el 22 de septiembre del 2009 en Canadá y el 6 de octubre en Estados Unidos. En noviembre de 2010, el álbum fue certificado de Oro en Canadá (40,000 copias vendidas).

## Lista de canciones
| N.º | Título                        | Escritor(es)          | Productor (es)        | Duración |  |
| 1.  | «Saviour»                     | Lights, Thomas Salter | Lights, Thomas Salter | 3:29     |  |
| 2.  | «Drive My Soul»               | Lights, Salter        | Lights, Thomas Salter | 3:21     |  |
| 3.  | «River»                       | Lights, Salter        | Lights, Thomas Salter | 3:03     |  |
| 4.  | «The Listening»               | Lights, Dave Thomson  | Lights, Dave Thomson  | 3:36     |  |
| 5.  | «Ice»                         | Lights, Salter        | Lights, Thomas Salter | 2:56     |  |
| 6.  | «Pretend»                     | Lights                | Lights, Thomas Salter | 3:23     |  |
| 7.  | «The Last Thing on Your Mind» | Lights                | Lights, Dave Thomson  | 3:19     |  |
| 8.  | «Second Go»                   | Lights                | Lights, Dave Thomson  | 3:16     |  |
| 9.  | «February Air»                | Lights, Thomson       | Lights, Dave Thomson  | 3:49     |  |
| 10. | «Face Up»                     | Lights, Salter        | Lights, Thomas Salter | 3:26     |  |
| 11. | «Lions!»                      | Lights, Salter        | Lights, Thomas Salter | 3:18     |  |
| 12. | «Quiet»                       | Lights, Thomson       | Lights, Thomson       | 3:15     |  |
| 13. | «Pretend (Reprise)»           | Lights                | Lights                | 3:05     |  |

| Bonus Tracks en iTunes |                                       |          |  |
| N.º                    | Título                                | Duración |  |
| 14.                    | «Saviour» (Colin Munroe's Unsung Mix) | 3:21     |  |
| 15.                    | «Saviour» (The Angry Kids FM Mix)     | 3:45     |  |
| 16.                    | «Up Up and Away»                      | 4:20     |  |

## Personal
- Mastering: João Carvalho
- Diseño: Lights y Garnet Armstrong
- fotografía: Lee Towndrown y Caitlin Cronenberg

## Posicionamiento
| Listas (2009)         | Posición |
| --------------------- | -------- |
| Canadian Albums Chart | 7        |
| Billboard 200         | 129      |
| Top Heatseekers       | 4        |

## Historial de lanzamiento
| País           | Fecha                    | Discográfica       |
| -------------- | ------------------------ | ------------------ |
| Canadá         | 22 de septiembre de 2009 | Universal Music    |
| Estados Unidos | 6 de octubre de 2009     | Sire Records       |
| Reino Unido    | 17 de mayo de 2010       | Warner Music Group |